# Herreruela de Oropesa
Herreruela de Oropesa ist eine zentralspanische Gemeinde mit 328 Einwohnern (Stand: 2024) in der Provinz Toledo der Region Kastilien-La Mancha.

## Lage und Klima
Herreruela de Oropesa liegt in der Sierra de Gredos im Westen der historischen Landschaft der La Mancha ca. 105 km (Fahrtstrecke) westsüdwestlich der Stadt Toledo in einer Höhe von ca. 395 m. Durch die Gemeinde führt die Autovía A-5.
Das Klima im Winter ist rau, im Sommer dagegen trocken und warm; der Regen (ca. 673 mm/Jahr) fällt überwiegend in den Wintermonaten.

## Bevölkerungsentwicklung
| Jahr      | 1900 | 1970 | 1981 | 1991 | 2001 | 2011 | 2021 |
| Einwohner | 427  | 891  | 528  | 445  | 422  | 467  | 306  |

Die seit den 1950er Jahren zunehmende Mechanisierung der Landwirtschaft und die Aufgabe von bäuerlichen Kleinbetrieben führten auch in der Gemeinde zu einem Kaufkraftschwund und zur Abwanderung eines Teils der Bevölkerung.

## Sehenswürdigkeiten
- Ildefonskirche (Iglesia de San Ildefonso)
- Rathaus

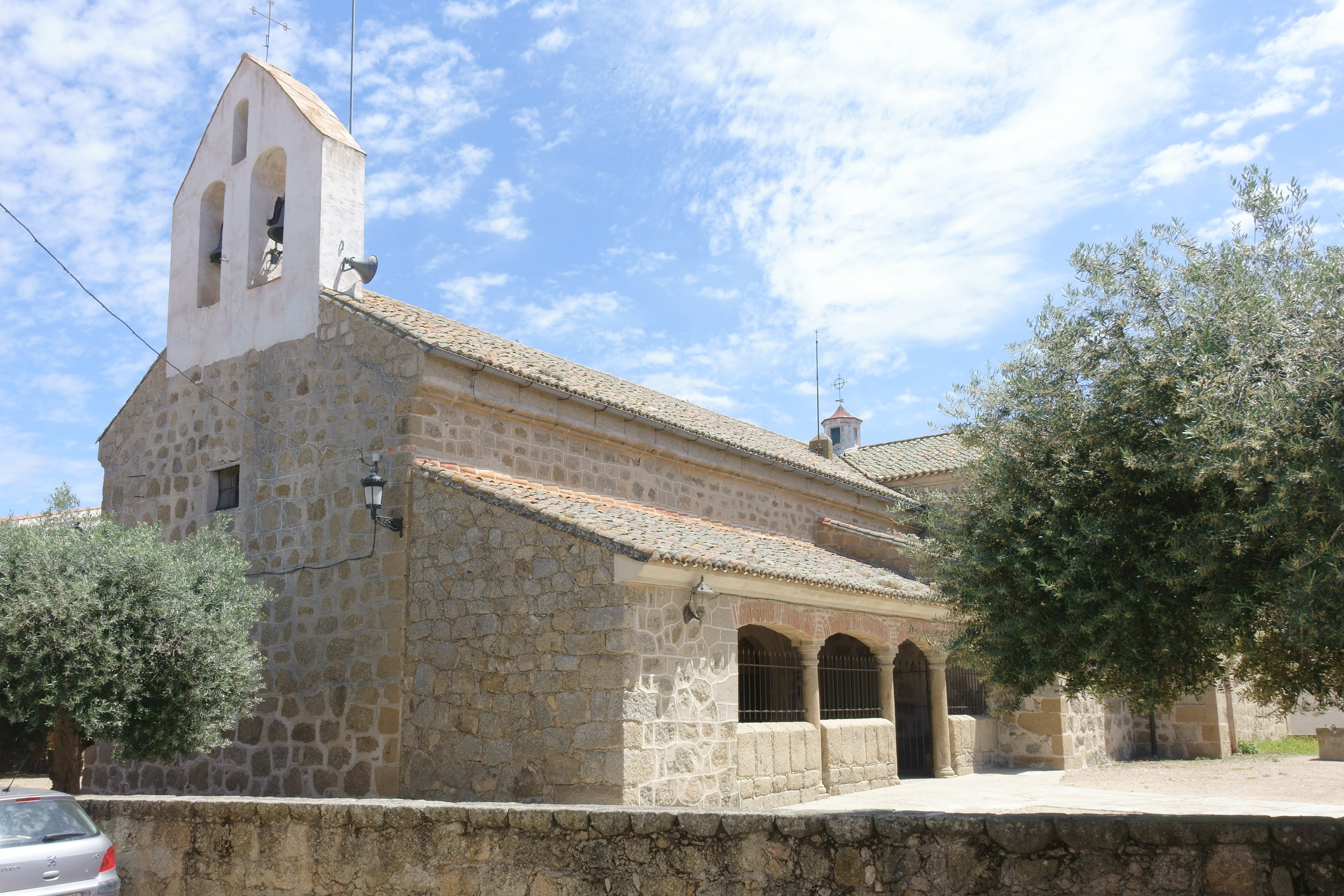
Ildefonskirche
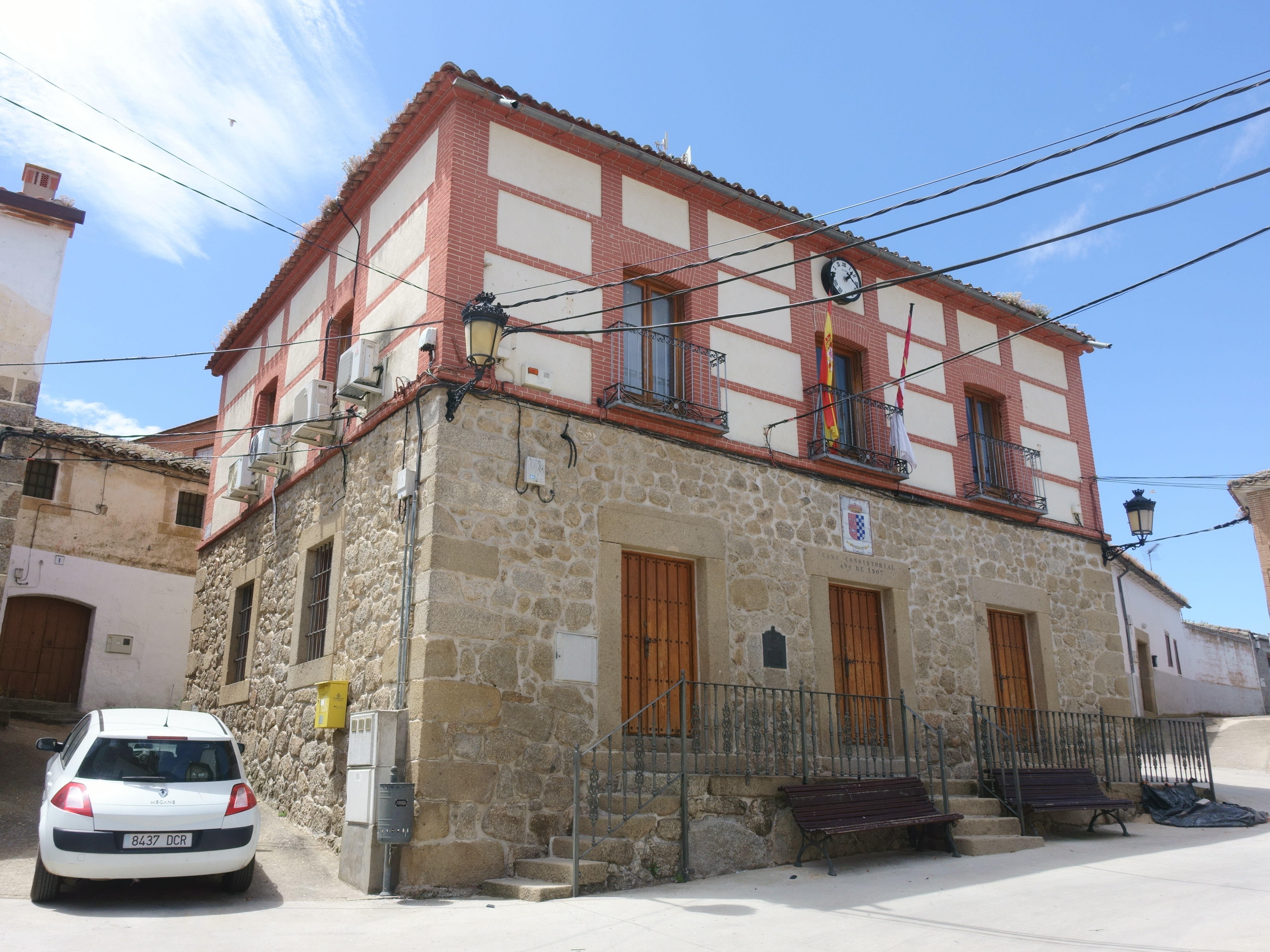
Rathaus